# Svetlana Diomina
Svetlana Diomina (în rusă Светлана Дёмина; n. 18 aprilie 1961, Regiunea Vologda, RSFS Rusă, URSS) este o trăgătoare de tir ce a reprezentat Rusia, medaliată olimpică. A participat la 5 ediții ale Jocurilor Olimpice (1988, 1996, 2000, 2004, 2008) în care a câștigat o medalie de argint.